# Champgenéteux

Champgenêteux este o comună în departamentul Mayenne, Franța. În 2009 avea o populație de 586 de locuitori.